# ئی‌ام‌دی اف۷
ئی‌ام‌دی اف۷ (انگلیسی: EMD F7) یک لوکوموتیو ساخت شرکت الکترو-موتیو دیزل است.
این لوکوموتیو که مابین سال‌های ۱۹۴۹ تا ۱۹۵۳ تولید می‌شده، دارای ۱۶ سیلندر، ۱۱۲٬۲۰۰ کیلوگرم وزن و ۱٬۵۰۰ اسب بخار توان بوده است.

## نگارخانه

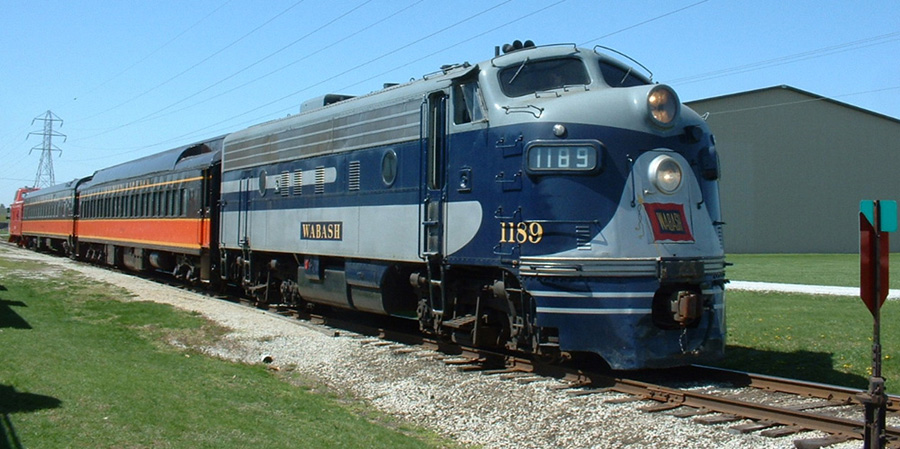
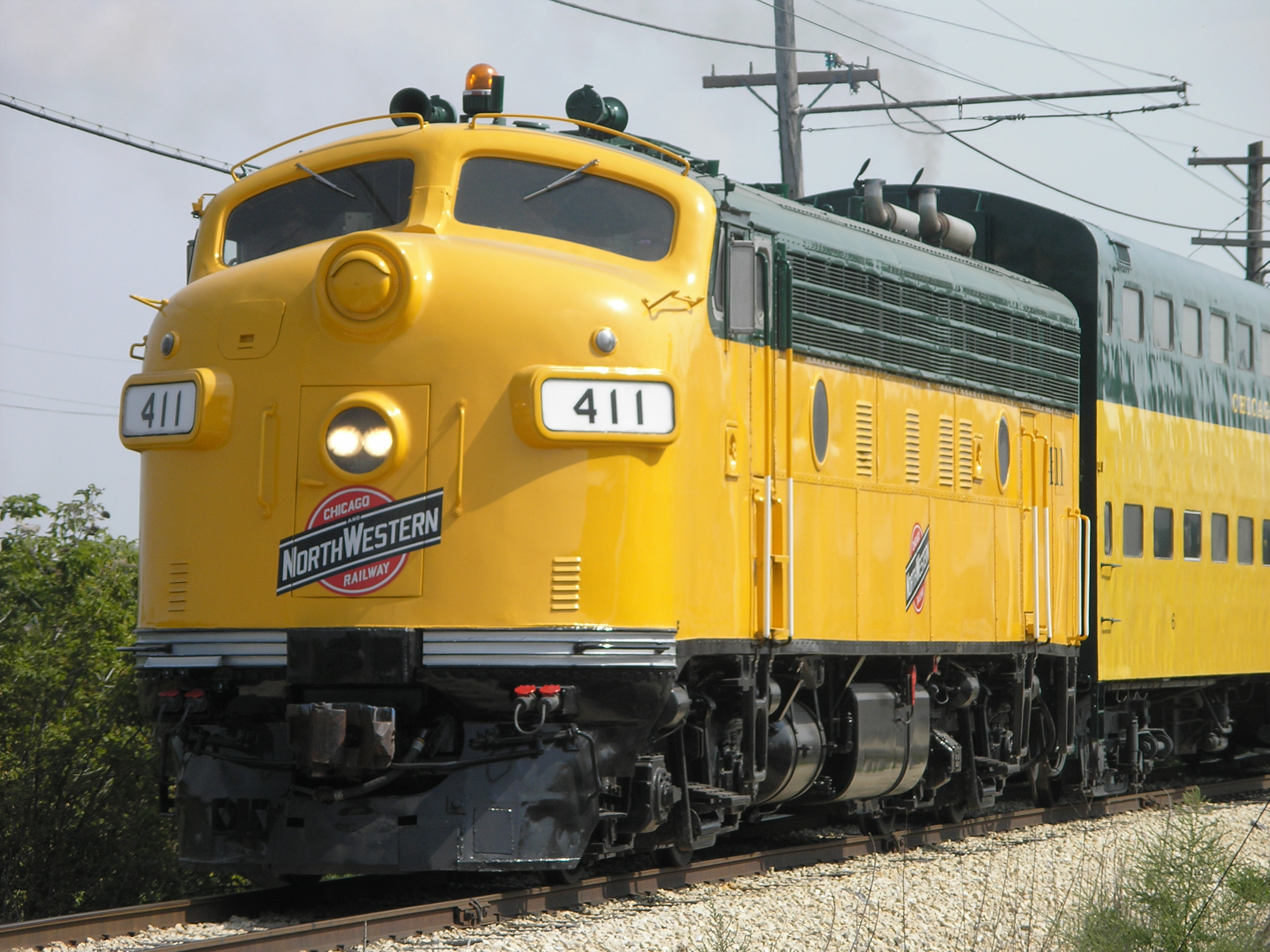
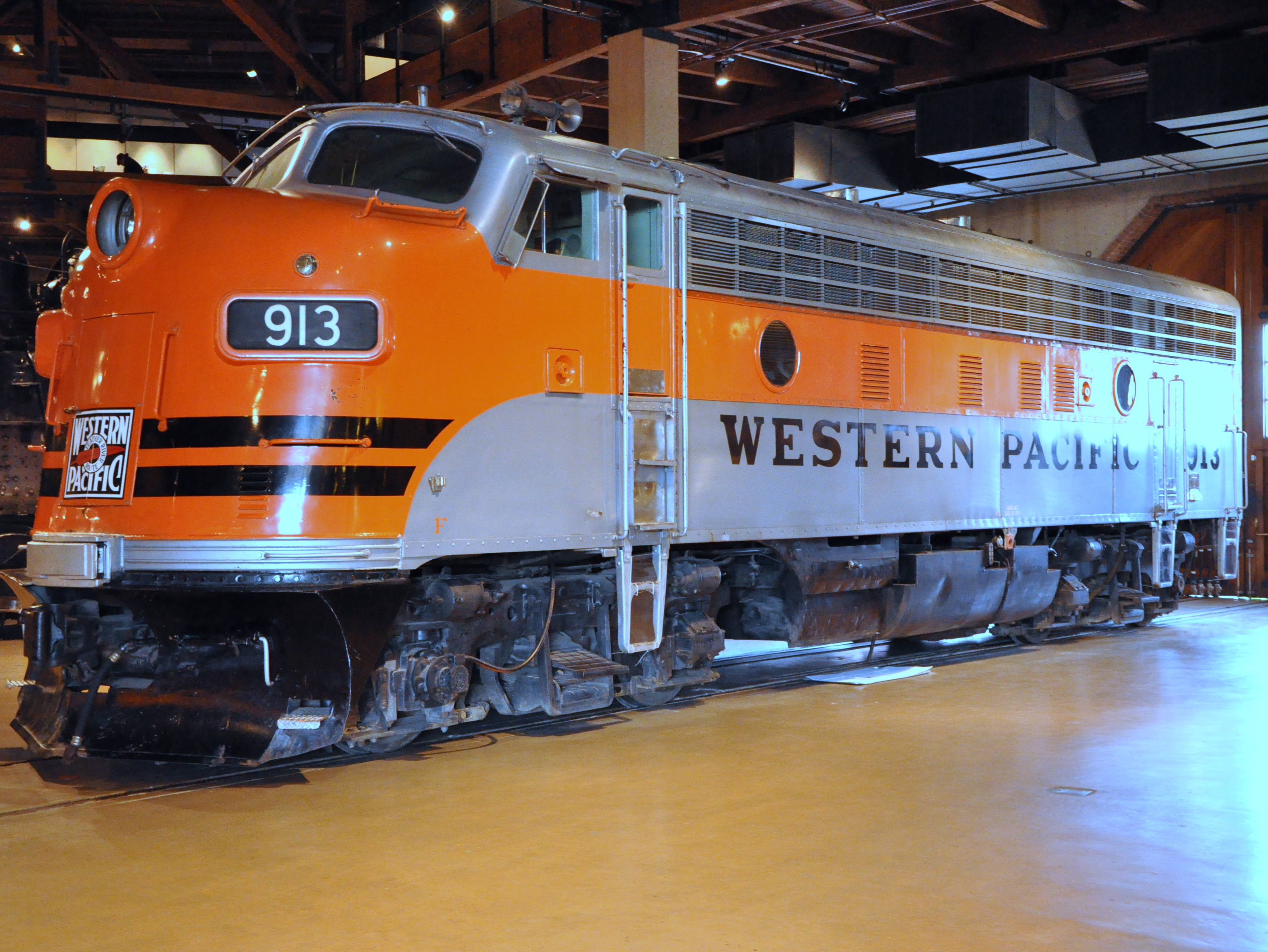